# Christ’s College (Christchurch)

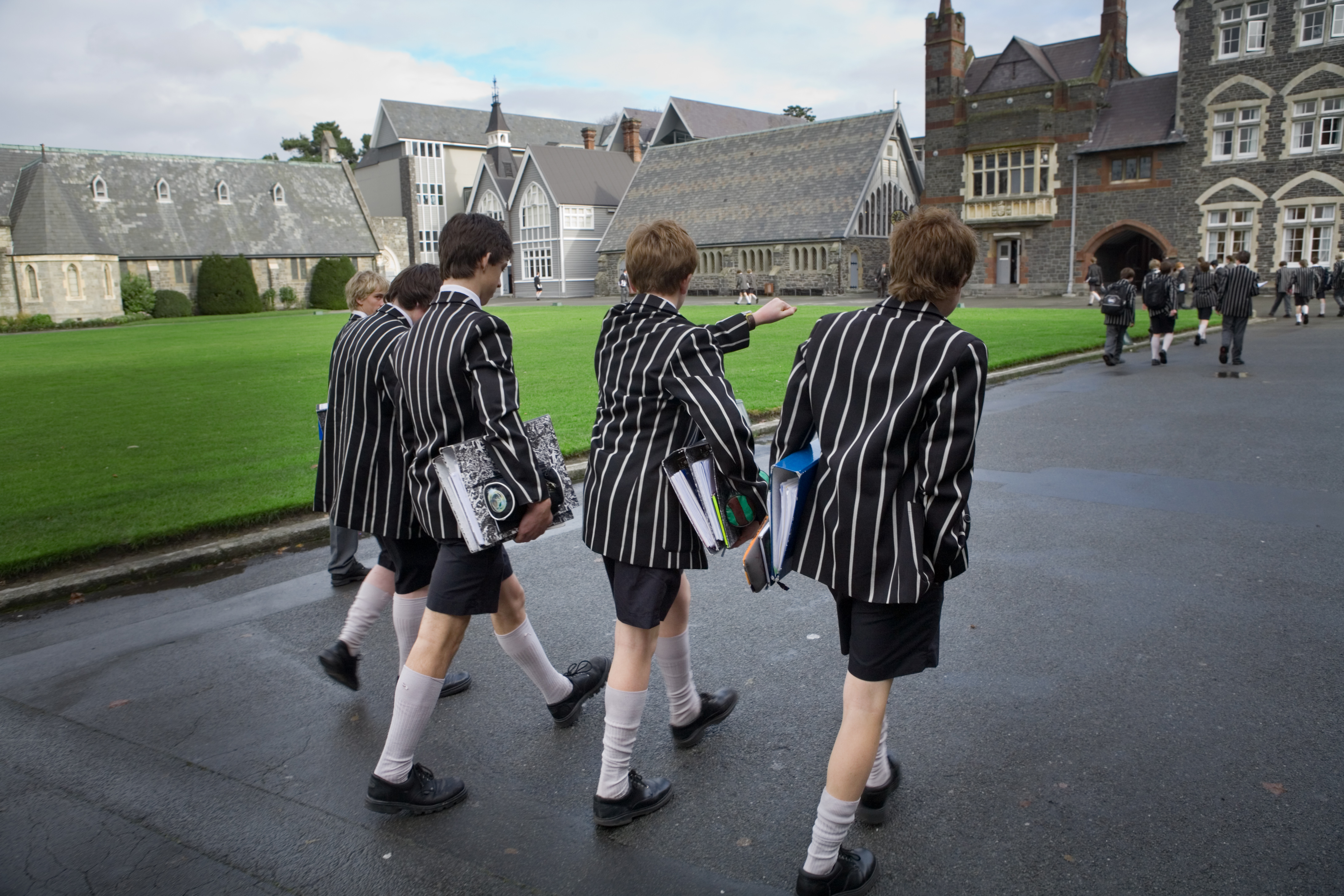
Christs College in Christchurch mit Schülern in der traditionellen Schuluniform.

Das Christ’s College in Christchurch (Neuseeland) ist eine anglikanische, unabhängige Internatsschule für Jungen. Sie wurde nach dem Vorbild des Eton College 1850 von Reverend Henry Jacobs gegründet und ist die älteste unabhängige Schule in Neuseeland.
Das Motto des Christ’s College ist Bene Tradita, Bene Servanda – „gute Traditionen, gut erhalten“. Traditionelle Werte der Schule sind Ehrlichkeit, Lust am Lernen, Respekt, Gerechtigkeit, Spiritualität und Mitgefühl.

## Geschichte
Dem britischen Modell folgend, wurde Wert auf eine klassische Bildung gelegt, die Griechisch, Latein, Mathematik, moderne Fremdsprachen, Englisch, Geschichte und Geographie beinhaltete. Es wird angenommen, dass James FitzGerald, Canterburys erster Superintendent, die Schule nach dem Christ’s College der Cambridge University benannte, die er besucht hatte. Ursprünglich war geplant, das Christ’s College neben der Christchurch Cathedral auf dem Cathedral Square anzusiedeln – nach dem Vorbild von Christ Church, Oxford. Der Platz reichte jedoch nicht aus, so dass der Campus unweit in der Rolleston Ave angesiedelt wurde und sich auch heute noch mitten im Stadtzentrum befindet.

## Campus und Internat
Der Campus ist eine Mischung aus historischen Gebäuden mit modernen Einrichtungen und Lernmitteln.
Das Christ’s College folgt dem englischen Haus-System. Die Tagesschule hat sieben Häuser und das Internat drei Häuser: Flower, Richards und School. Hier wird gemeinsam gelernt, gegessen sowie Sport und Freizeitaktivitäten nachgegangen.

## Lehrangebot und akademische Bildung
Insgesamt stehen 38 Schulfächer zur Auswahl für den neuseeländischen Schulabschluss NCEA. Die hohe Qualität der Lehre am Christ’s College spiegelt sich in den NCEA-Resultaten und der Anzahl an Auszeichnungen, die weit über dem neuseeländischen Durchschnitt liegen. Schüler des Christ’s College bekommen regelmäßig Studienplätze an der Harvard University, Stanford University, Oxford University und Cambridge University (siehe auch Alumni).

## Sport
Das Christ’s College in Christchurch belegt Platz 1 in den National Championships im Rudern und den vierten Platz regional für Neuseelands Nationalsport Rugby. Beim Hockey spielt die Schulmannschaft in der höchsten Liga und nimmt jedes Jahr an den neuseeländischen Meisterschaften teil. Sport ist Pflichtfach, und viele Sportarten stehen zur Auswahl. Besonders vielversprechende Sportler werden durch spezielle Trainingsprogramme gefördert.

## Alumni (Auswahl)

### Academia
- John McMillan – Ökonom, ehemaliger Professor an der Universität Stanford
- Murray Charles Wells – emeritierter Professor an der University of Sydney
- John C. Yaldwyn – Meeresbiologe, ehemaliger Direktor des Museum of New Zealand Te Papa Tongarewa

### Wirtschaft
- John Anderson – CEO und Direktor der ANZ National Bank Limited
- Don Elder – CEO von Solid Energy
- William Hamilton – Erfinder des Jetboots
- Tim Wallis – Luftfahrtunternehmer, Projektentwickler der Flugsshow „Warbirds over Wanaka“
- Miles Warren – Architekt

### Kunst und Medien
- Leigh Hart – Comedian, Schauspieler
- James Milne – Musiker, The Reduction Agents, Lawrence Arabia
- Sam Neill – Schauspieler

### Sport
- Robbie Deans – ehemaliges Mitglied der All Blacks und Crusaders, ehemaliger Trainer der All Blacks, aktuell Trainer der  australischen Rugby-Nationalmannschaft
- Jack Hazlett – ehemaliges Mitglied der All Blacks
- Jock Hobbs – ehemaliges Mitglied der All Blacks und ehemaliger Vorstand der NZRU
- Simon Maling – ehemaliges Mitglied der All Blacks
- Joe Moody – Mitglied der All Blacks
- Damian McKenzie – Mitglied der All Blacks
- James Ryan – ehemaliges Mitglied der All Blacks
- John Wright – ehemaliger neuseeländischer Cricket-Kapitän und Trainer des indischen Cricket-Nationalteams

### Politik
- Jack Acland (1904–1981), Mitglied des neuseeländischen Parlaments
- Michael Cullen (* 1945), ehemaliger Vizepremierminister und Finanzminister
- Jonathan Elworthy (1936–2005), ehemaliger Landwirtschaftsminister (1981–1984), Mitglied des neuseeländischen Parlaments für Waitaki und Landwirt
- Michael Fowler (* 1929), Architekt und ehemaliger Bürgermeister von Wellington
- Jim Gerard (* 1936), Mitglied des neuseeländischen Parlaments für Rangiora und Bürgermeister von Waimakariri
- Richard Geoffrey Gerard (1904–1997), Mitglied des neuseeländischen Parlaments für Mid-Canterbury und Ashburton
- Arthur Guinness (1846–1913), Politiker, ehemaliger Sprecher des Parlaments
- Sam Johnson (* 1989), Organisator der Student Volunteer Army
- Andrew Tipping (* 1942), Richter am neuseeländischen Supreme Court
- William Young (* 1952), Vorsitzender des neuseeländischen Court of Appeal